# Best of KAT-TUN
『Best of KAT-TUN』（ベスト オブ カトゥーン）は、日本の男性アイドルグループ、KAT-TUNのデビューアルバム。

## 概要
シングル『Real Face』、DVD『Real Face Film』との同時発売となった、デビューアルバム。デビューアルバムにして、ベスト・アルバムと銘打った、異例の形で発売された。以前（ジャニーズJr.時代）から、テレビ番組やコンサートで披露されていた楽曲に、新曲7曲を加えた構成となっている。9曲目は、本来「REMEMBER」という曲が収録される予定だったが、公式サイトで詳細を発表した数日後に、変更された（後に同タイトルの「REMEMBER」は、13枚目のシングル「CHANGE UR WORLD」に収録されるが、同曲なのか「SPECIAL HAPPINESS」への改名による変更なのかは不明）。

## 収録曲
※は新曲。
1. SHE SAID... (3:45)
作詞：田口亮・Axel G、Rap詞：JOKER、作曲：Katsumi Ohnishi、編曲：FLYING GRIND
  - 2005年オリジナル曲
  - 田口淳之介出演 TBS系ドラマ『Happy!』挿入歌
  - 日本テレビ系『KAT-TUN×3』エンディングテーマ
  - 文化放送『R-One KAT-TUN』オープニングテーマ
2. NEVER AGAIN (3:49)
作詞：SPIN、Rap詞：JOKER、作曲：JOEY CARBONE、STEVEN LEE、編曲: FLYING GRIND
  - 2004年オリジナル曲
3. I LIKE IT (4:28)
作詞・作曲：Sean Thomas、日本語詞：SPIN、編曲：FLYING GRIND
  - 2004年オリジナル曲
4. MIRACLE※ (4:24)
作詞：hamai、作曲：コモリタミノル、編曲：長岡成貢
5. BLUE TUESDAY※ (4:37)
作詞：久保田洋司、作曲：谷本新、編曲：石塚知生
6. RHODESIA※ (5:09)
作詞：相田毅、作曲・編曲：CHOKKAKU
声優ユニット『Weiβ Kreuz』の楽曲「Rhodesia」と歌詞が一部酷似している。（作詞は本曲と同じ相田毅）
7. GOLD (4:54)
作詞・作曲：Stefan Aberg・Stefan Engblom、日本語詞：SPIN、Rap詞：JOKER、編曲：FLYING GRIND
  - 2004年オリジナル曲
8. WILDS OF MY HEART (4:00)
作詞：SPIN、Rap詞：JOKER、作曲：zero-rock、編曲：北川暁
  - 2005年オリジナル曲
9. SPECIAL HAPPINESS※ - 亀梨和也・田口淳之介 (5:05)
作詞：K2、作曲：Gajin、編曲：知野芳彦
10. ONE ON ONE※ - 田中聖・中丸雄一 (5:01)
作詞：JOKER・中丸雄一、作曲：mo'doo-・井筒 "Growth" 伸太郎、編曲：井筒 "Growth" 伸太郎・江口貴勅
11. BUTTERFLY※ - 赤西仁・上田竜也 (4:53)
作詞：赤西仁・上田竜也、作曲・編曲：velvetronica
12. RUSH OF LIGHT※ (4:27)
作詞：ma-saya、作曲：Watermelon 6、編曲：CHOKKAKU
13. ハルカナ約束 (3:55)
作詞：SPIN、Rap詞：JOKER、作曲：森元康介、編曲：ha-j
  - 2003年オリジナル曲
14. PRECIOUS ONE (5:17)
作詞：新美香・白井裕紀、作曲：三上吉直、編曲：ha-j
  - 2005年オリジナル曲

Sun Boy'zという香港歌手が「3+1=1」というタイトルでカバーしている。
15. Real Face#1 (4:58)
作詞：スガシカオ、Rap詞：JOKER、作曲：松本孝弘、編曲：松本孝弘・徳永暁人
  - 田口淳之介出演 TBS系ドラマ『Happy!』『Happy!(2)』主題歌

同時発売したシングルのアレンジ違いで、打ち込みが中心のシングルバージョンと比較するとエレキギターとベースが前面に押し出されたロック色の強いバンドアレンジとなっている。またメンバーの歌唱法が異なり、一部カット及び追加されている歌詞がある（冒頭のラップと一番のサビの直前の舌打ちはカットされ、ラップの部分においてシングルバージョンにはなかった歌詞が追加されている）。

## スタッフ
- プロデューサー JULIE K
- ディレクター　鎌田俊哉、鶴田海生
- レコーディング・ミキシングエンジニア -秋元秀之、 中林慶一、横手 博史、谷田茂、青柳延幸
- マスタリングエンジニア　川崎洋